# Esther Rochon
Pour les articles homonymes, voir Rochon.
Esther Rochon, née Esther Blackburn le 27 juin 1948  à Québec, est une écrivaine québécoise reconnue pour son écriture de science-fiction et de littérature fantastique.

## Biographie
Esther Rochon (née Esther Blackburn) est la fille du compositeur de musique Maurice Blackburn et de la scénariste Marthe Morisset Blackburn. À l'adolescence, elle découvre la littérature de science-fiction et entame l'écriture de ce qui deviendra, plusieurs années plus tard, Le cycle de Vrénalik. Puis, à 16 ans, en 1964, elle obtient le premier prix du concours des Jeunes Auteurs de la Société Radio-Canada, section conte, ex æquo avec Daniel Bordeleau qui deviendra plus tard journaliste. Cette cinquième édition du concours est également celle où Michel Tremblay remporta le premier prix dans la section des textes dramatique. Elle obtient un baccalauréat et une maîtrise en mathématiques de l'Université de Montréal en 1969. S'intéressant au bouddhisme depuis 1976, elle participe activement depuis 1980 au Centre Shambhala de Montréal où elle enseigne l'introduction à cette philosophie orientale. Elle a fait des voyages au Tibet, en Inde et en Europe.
C'est dans les années 1970 qu'elle publie ses premiers romans. La reconnaissance et le succès arrivent véritablement dans les années 1980 lorsqu'elle obtient pour la première fois le Grand prix de la science-fiction et du fantastique québécois ainsi que le Prix Boréal en 1986. L'année suivante, en 1987, elle remporte encore une fois ces deux prix.
Aux Éditions Paulines, elle publie deux romans dans la collection Jeunesse-pop qui s'adressent spécifiquement à un public adolescent : le premier s'intitule L'étranger sous la ville (1987), et le deuxième s'intitule L'ombre et le cheval (1992). Ce dernier a été finaliste cette même année pour le prix du Gouverneur général du Canada dans la catégorie « littérature de jeunesse — texte ». C'est également dans les années 1990 qu'elle entreprend une œuvre de longue haleine, Les Chroniques infernales, qui comptent six volumes.
Esther Rochon est cofondatrice de la revue de science-fiction québécoise Imagine..., et elle a fait partie du collectif de rédaction de la revue XYZ consacrée à la nouvelle. De plus, elle collabore à plusieurs revues : Requiem, Solaris, Fiction, La Nouvelle Barre du jour, Canadian Woman Studies / les Cahiers de la femme.
Dans l'écriture de Rochon, la critique constate l'influence de la philosophie bouddhiste, ainsi que la présence récurrente du thème de la quête du sens de l'univers et le processus de transformation de l'être. Sur le plan formel, son écriture s'avère simplement construite, mais sur le fond, ce n'est pas du tout une écriture naïve; « l'écriture, simple dans le détail du phrasé, se fait graduellement discours de pensée, de pensées torturées, tortueuses, labyrinthique ».
Son fils Olivier, qui était atteint de schizophrénie, s'enlève la vie en 1999. L'écrivaine lui dédie d'ailleurs son roman Or qui est paru la même année que cet événement tragique. Elle obtient l'année suivante le Grand prix de la science-fiction et du fantastique québécois pour ce roman; c'est la quatrième fois que Rochon obtient ce prix.
En plus de son travail de création littéraire, Esther Rochon effectue de la traduction d'écrits sur le bouddhisme ainsi que de la traduction simultanée.
Dans sa carrière, l'écrivaine remporte deux fois le Prix Boréal et quatre fois le Grand prix de la science-fiction et du fantastique québécois. De plus, elle a été nommée huit fois pour le Prix Aurora (Prix canadien de la science-fiction et du fantastique).
Le fonds d’archives d'Esther Rochon (P957) est conservé au centre BAnQ Vieux-Montréal de Bibliothèque et Archives nationales du Québec.

## Œuvres

### Romans
- Coquillage, Montréal, La pleine lune, 1985, 145 p.  (ISBN 2-8902-4436-9)
  - Traduction anglaise : The Shell, Ottawa, Oberon Press, 1990,125 p.  (ISBN 0-88750-814-6)
- L'Espace du diamant, Montréal, La pleine lune, 1990,363 p.  (ISBN 2-8902-4064-9)
- L'Ombre et le cheval (roman pour adolescents), Montréal, Éditions Paulines, coll. Jeunesse-pop: 78, 1992, 121 p.  (ISBN 2-8903-9538-3)

#### Le Cycle de Vrénalik
- En hommage aux araignées, Montréal, L'Actuelle, 1974, 127 p.  (ISBN 0-7752-0052-2)
  - traduction néerlandaise : De vreemdeling onder de stad, Aartselaar, Zuidnederlandse Uitgererij N. V., 1987.
- nouvelle version pour adolescents : L'Étranger sous la ville, Montréal, Éditions Paulines, coll. Jeunesse-pop: 56, 1987, 123 p.  (ISBN 2-8903-9086-1)
- Version révisée comprenant deux nouveaux chapitres : L'Aigle des profondeurs, Québec, Alire, 2002, 307 p.  (ISBN 2-922145-63-8)
- Der Traümer in der Zitadelle (en français : Le rêveur dans la Citadelle, München, Heyne Verlag, coll. Fantasy, 1977, 122 p.  (ISBN 3-4533-0449-7)
- Version révisée et partiellement inédite en deux tomes : Le Rêveur dans la Citadelle, Québec, Alire, 1998, 176 p.  (ISBN 2-922145-15-8) et L'Archipel noir, Québec, Alire, 1999, 179 p.  (ISBN 2-9221-4528-X)

#### Les Chroniques infernales
- Lame, Montréal, Éditions Québec/Amérique, 1995, 243 p.  (ISBN 2-89037-774-1)
- Aboli, Beauport, Alire, 1996, 231 p.  (ISBN 2-922145-01-8)
- Ouverture, Beauport, Alire, 1997, 236 p.  (ISBN 2-922145-06-9)
- Secrets, Québec, Alire, 1998, 229 p.  (ISBN 2-922145-16-6)
- Or, Québec, Alire, 1999, 264 p.  (ISBN 2-922145-29-8)
- Sorbier, Québec, Alire, 2000, 417 p.  (ISBN 2-922145-38-7)

### Nouvelles
- Le Traversier, Montréal, La pleine lune, 1987, 188 p.  (ISBN 2-8902-4050-9)
- Le Piège à souvenirs, Lachine, La pleine lune, 1991, 143 p.  (ISBN 2-8902-4073-8)

Une bibliographie des différentes versions des nouvelles d'Esther Rochon se trouve sur le site des éditions ALIRE.

### Traductions
- Rinpoche Dzogchen Ponlop, L'esprit par-delà la mort : préparatifs pour le grand voyage, Montréal, Le jour, 2009, 361 p.  (ISBN 978-2-89044-762-2)
- Chögyam Trungpa, Sourire à la peur : réveillez le courage en vous (disque audio), Carignan, Alexandre Stanké, 2016, 122 min.  (ISBN 978-2-89517-634-3)

## Réception critique
Au début de la carrière de Rochon, les critiques cherchent à expliquer la nouveauté, en contexte québécois, d'écrire de la fantasy et de la science-fiction, ainsi que le fait que l'autrice joue avec les genres, ne correspondant pas toujours parfaitement aux canons de la fantasy ou de la science-fiction,. Plus tard, on la qualifie finalement de figure de proue de la science-fiction québécoise. Les parentés esthétiques avec les écrivains des États-Unis sont souvent évoquées, que ce soit H. P. Lovecraft ou Ursula K. Le Guin. Du côté de la littérature québécoise, on compare son traitement de la violence dans l'écriture à celui qu'on trouve dans l’œuvre d'Anne Hébert : « Comme chez Anne Hébert, il y a chez Esther Rochon l'expression d'une violence et d'une cruauté qui peut surprendre et rebuter au premier abord, mais qui témoigne d'une lucidité et d'une absence de complaisance exemplaires ».
On évoque régulièrement les liens entre son intérêt pour le bouddhisme et la vision du monde que peuvent proposer ses histoires,,. La thématique de l'altérité, du rapport entre soi et les autres, se trouve aussi au cœur de l'écriture de Rochon.
À partir des années 2000, des recherches universitaires ont permis d'analyser son œuvre du point de vue des études féministes et des études de genre, ainsi qu'à partir de la thématique de l'eutopie et de la dystopie,.

## Prix et honneurs
- 1964 : Premier prix, section contes, du Concours des Jeunes Auteurs de Radio-Canada (ex-quo avec Michel Tremblay) (pour L'Initiateur et les Étrangers)[5]
- 1986 : Grand prix de la science-fiction et du fantastique québécois (pour Au fond des yeux, Le Piège à souvenirs et L'Épuisement du soleil)[17]
- 1986 : Prix Boréal (pour L'Épuisement du soleil)[18]
- 1987 : Grand prix de la science-fiction et du fantastique québécois (pour Coquillage, Dans la forêt de vitrai etLa nappe de velours rose)[17]
- 1987 : Prix Boréal (pour Coquillage)[18]
- 1991 : Grand prix de la science-fiction et du fantastique québécois (pour L'Espace du diamant)[19]
- 2000 : Grand prix de la science-fiction et du fantastique québécois (pour Or)[20]